# 宝真由美
宝 真由美（たから　まゆみ、1982年5月18日 - ）は、宮崎県出身の日本の柔道家。現役時代は48kg級の選手。身長152cm。組み手は右組み。得意技は背負投。宝3姉妹の末妹。長女は52kg級で活躍していた宝寿栄。

## 人物
柔道は9歳の時に井上康生も所属していたことで知られる静充館で始めた。東大宮中学3年の時には全国中学校柔道大会の48kg級で2位になった。宮崎日大高校2年の時には全国高校選手権の決勝で沖学園高校の松田邦恵に敗れて2位だった。3年の時には全日本ジュニアで3位になった。2001年に帝京大学へ進学すると、2年の学生体重別では優勝を飾り、初の日本一となった。全国女子体重別ではミキハウスの北田佳世に敗れて2位だった。3年の時には大邱で開催されたユニバーシアードで優勝を果たした。学生体重別では決勝で東海大学の松田邦恵に敗れ2位だった。講道館杯では3位だった。4年の時には選抜体重別で3位になると、学生全日本体重別では決勝で前年と同じ顔合わせとなった松田を破って2年ぶり2度目の優勝を飾った。講道館杯では前回に続いて3位だった。モスクワで開催された世界学生では優勝を飾った。さらにはロシア国際でも優勝を成し遂げた。2005年には姉に続いてコマツ女子柔道部に入社すると、実業個人選手権で優勝を飾った。今大会はこの後2009年まで5連覇を達成することにもなった。(2007年と2008年には決勝で三井住友海上の山岸絵美を破って優勝している)。2007年のベルギー国際の決勝では新田高校3年の浅見八瑠奈に敗れた。講道館杯でも決勝で山梨学院大学1年の浅見に敗れた。嘉納杯では準決勝で福見友子を判定で破りって決勝まで進むが、キューバのヤネト・ベルモイに敗れて2位だった。2008年の選抜体重別では初戦で了徳寺学園職員の福見友子を破るが、準決勝で山岸に敗れて3位だった。嘉納杯では福見に敗れて3位だった。大分県で開催されたチャレンジ!おおいた国体では成年女子の部で、大分県代表の先鋒で出場して優勝に貢献した。2009年には環太平洋柔道選手権大会で2005年以来2度目の優勝を飾った。

## 主な戦績
- 1997年 - 全国中学校柔道大会　3位
- 2000年 - 全国高校選手権　2位
- 2000年 - 全日本ジュニア　3位
- 2002年 - 学生体重別　優勝
- 2002年 - 全国女子体重別　2位
- 2003年 - ブルガリア国際　3位
- 2003年 - ユニバーシアード　優勝
- 2003年 - 学生体重別　2位
- 2003年 - 講道館杯　3位
- 2004年 - 選抜体重別　3位
- 2004年 - 学生体重別　優勝
- 2004年 - 講道館杯　3位
- 2004年 - 世界学生　優勝
- 2005年 - ロシア国際　優勝
- 2005年 - 環太平洋柔道選手権大会　優勝
- 2005年 - カナダ国際　優勝
- 2005年 - 実業個人選手権　優勝
- 2006年 - 実業個人選手権　優勝
- 2007年 - ベルギー国際　2位
- 2007年 - 実業個人選手権　優勝
- 2007年 - 講道館杯　2位
- 2007年 - 嘉納杯　2位
- 2008年 - 選抜体重別　3位
- 2008年 - 実業個人選手権　優勝
- 2008年 - 国体　成年女子団体　優勝
- 2008年 - 嘉納杯　3位
- 2009年 - ワールドカップ・プラハ　3位
- 2009年 - グランプリ・チュニス　3位
- 2009年 - 環太平洋柔道選手権大会　優勝
- 2009年 - 実業個人選手権　優勝

(出典、JudoInside.com)